# Správčice
Správčice (německy Sprawtschitz) je historická osada, část královéhradecké čtvrti Věkoše, která se nachází na levé straně řeky Labe. Část jejího bývalého území dnes patří do obce Předměřic nad Labem a v další části se nachází letiště Hradec Králové.

## Historie
Počátky Správčic se datují do velmi starých věků. To potvrzují v letech 1880 a 1893 objevené pozůstatky prehistorického osídlení lužické kultury podél silnice do Předměřic, ke kterým byly přidány předměty nalezené v osmdesátých a devadesátých letech 19. století na polích využívaných rodinou Píšů. Další objevy se uskutečnily v letech 1923–1924 při výstavbě okresní silnice (4 hroby z mladší doby bronzové).
První písemná zmínka o Správčicích se však objevuje až v roce 1816. Vesnice byla vždy spojena s politickým, společenským a kulturním životem osídlení této oblasti, zejména Věkošemi, ke kterým byla v roce 1850 jako osada připojena. Děti chodily do školy nejprve do Pouchova, pak do Věkoší. Ves se rovněž nevyhnula poničení během prusko-rakouské války v roce 1866, v červenci 1866 tudy prošla druhá divize lehké jízdy pod velením prince Taxise.
V roce 1869 zde žilo 86 obyvatel a v roce 1910 šlo o 62 obyvatel. Na konci 19. století často na místním statku pobýval politik, ekonom a právník JUDr. Josef Kaizl, v letech 1898–1899 první český ministr financí v rakousko-uherské vládě. Správčice byly také cílem mnoha výletů, konalo se zde několik koncertů a nejen politických setkání (zahrada V. Ornsta). Od konce dvacátých let 20. století došlo k několika leteckým nehodám v důsledku blízkosti letiště, např. v roce 1935.
Do roku 1930 byly Správčice osadou Věkoší, poté se staly osadou Hradce Králové (1930–1950). Po oddělení Věkoší od města se staly součástí této obce a když se v roce 1961 spojily Věkoše s Pouchovem, byly Správčice součástí i této obce, a to až do roku 1971, kdy se Pouchov společně s Věkošemi a Správčicemi stal součástí města Hradec Králové.

## Památky
- Socha sv. Jana Nepomuckého
- Kaple sv. Václava[1] na polích ve směru na Rusek (už zde ale nestojí 100letá lípa, tzv. „Píšovka“, jejíž jméno pochází od dřívějších majitelů místního panství)